# Bob Hoffman
Bob Hoffman (Oklahoma City, 19 luglio 1957) è un allenatore di pallacanestro statunitense.